# Park End
Park End – dzielnica miasta Middlesbrough, w Anglii, w North Yorkshire, w dystrykcie (unitary authority) Middlesbrough. W 2011 miejscowość liczyła 6254 mieszkańców.